# Lo scoiattolo (film 1981)
Lo scoiattolo è un film del 1981 diretto da Guido Zurli.
Il film fu girato nel 1979 in Turchia, dove uscì con il titolo Mücevher Hırsızları, ed è l'ultimo interpretato dall'attore Paolo Carlini scomparso dopo la fine delle riprese il 3 novembre 1979.